# Wilhelm Börner (Pfarrer)
Friedrich Wilhelm Theodor Börner (* 8. Januar 1788 in Knau; † 5. Dezember 1855 in Mosen bei Wünschendorf) war ein deutscher Pfarrer und gelehrter Heimatforscher.

## Leben
Wilhelm Börner war der Sohn des lutherischen Pfarrers Johann Friedrich Börner (1758–1817), sein jüngerer Bruder war der Maler und Kunsthändler Carl Gustav Boerner (1790–1855). Er studierte evangelische Theologie an der Universität Jena und war danach in Greiz als Lehrer tätig, zunächst als Hauslehrer, von 1814 bis 1816 an der Stadtschule. 1817 wurde er Diakonus in Ranis und Pfarrer in Opitz, Wilhelmsdorf, Dobian und Seisla. 1818 heiratet er in Ranis Margarethe Elisabeth Jordan, mit der er zwei Töchter hatte. Zum 1. August 1851 trat er aus gesundheitlichen Gründen in den Ruhestand.
Wilhelm Börner besaß eine umfangreiche Bibliothek von mehreren tausend Bänden. Wegen des Betriebs einer privaten Leihbücherei und eines Antiquariatsbuchhandels kam er mit seinen Kollegen und Vorgesetzten in Schwierigkeiten. Er sammelte Münzen und Altertümer und beschäftigte sich mit Geschichte, Altertums- und Heimatkunde, Sitten und Gebräuche seiner Heimat, des Orlagaus in Ostthüringen. Seit 1826 war er Mitglied des Vogtländischer Altertumsforschender Verein zu Hohenleuben. Er führte zahlreiche Ausgrabungen durch, etwa auf dem Preißnitzberg bei Ranis und sammelte lokale Sagen. Eine davon (Die goldene Schäferei) übernahm  Ludwig Bechstein in sein Neues deutsches Märchenbuch.
Zu Ehren der Brüder Börner wurde 2005 ein Gedenkstein im Park des Rittergutes Knau enthüllt.

## Schriften (Auswahl)
- Protokoll über die zu Oepitz unternommenen Nachgrabungen. In: Variscia. Mittheilungen aus dem Archiv des Voigtländischen Alterthumsforschenden Vereins 3, 1834, S. 37–41.
- In: Variscia. Mittheilungen aus dem Archiv des Voigtländischen Alterthumsforschenden Vereins 3, 1834, S. 114–121.
- Volkssagen aus dem Orlagau nebst Belehrungen aus dem Sagenreiche. Helbig, Altenburg 1838 (Digitalisat).
  - Nachdruck Arnshaugk, Neustadt an der Orla 2021, ISBN 978-3-95930-251-7.
- In: Jahresbericht des Vogtländischen Altertumsforschenden Vereins zu Hohenleuben 13, 1838, S. 67–73.
- In: Jahresbericht des Vogtländischen Altertumsforschenden Vereins zu Hohenleuben 15, 1840, S. 60–62.
- In: Jahresbericht des Vogtländischen Altertumsforschenden Vereins zu Hohenleuben 16, 1841, S. 86–87.
- In: Jahresbericht des Vogtländischen Altertumsforschenden Vereins zu Hohenleuben 17, 1842, S. 70–71.
- In: Beiträge zur Geschichte des deutschen Altertums, herausgegeben von dem Hennebergischen altertumsforschenden Verein, 5. Lieferung, Meiningen 1845, S. 117–120.
- In: Jahresbericht des Vogtländischen Altertumsforschenden Vereins zu Hohenleuben 20/21, 1845/46, S. 21–27
- Über wendische Heiligthümer im Orlagau. In: Jahresbericht des Vogtländischen Altertumsforschenden Vereins zu Hohenleuben 22–24, 1850, S. 22–31.